# Newars
Les Newars (nepalbhasha : नेवा, Newa or Newah, Nepal Bhasa ancien : नेवार Newar, नेवाल Newal) sont les premiers habitants de la vallée de Katmandou au Népal. Ils parlent le néwar (ou néwari), également appelé nepālbhāsha, une langue tonale asiatique du groupe tibéto-birman de la famille des langues sino-tibétaines.
Les Newars sont environ 1,2 million d'habitants. Ils sont majoritairement agriculteurs, commerçants et artisans ; depuis ces dernières décennies[Quand ?], l'industrie prend son essor.

## Histoire
Les premiers Newars à s'être installés dans la vallée de Katmandou seraient arrivés il y a 3 000 ans.

## Religion

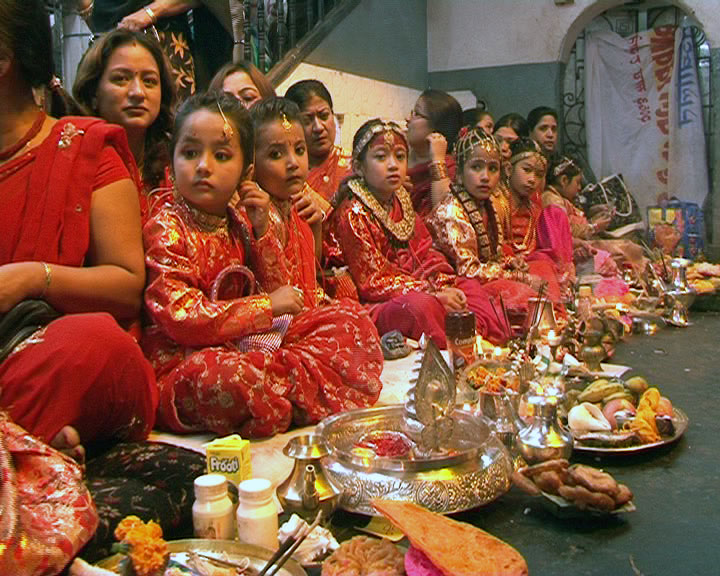
Fillettes newar lors d'une cérémonie de mariage Bel.

D'après le recensement de 2001, 84 % des Newars sont hindous et 15 % sont bouddhistes. Il existait une petite communauté musulmane à la fin du XIVe siècle, après que le shah du Bengale Chamssoudine (bengali : শামসুদ্দীন ইলিয়াস শাহ) ait fait détruire plusieurs sites dans la vallée de Katmandou, et que la dynastie Malla les a laissé continuer leur culte.

## Activités économiques

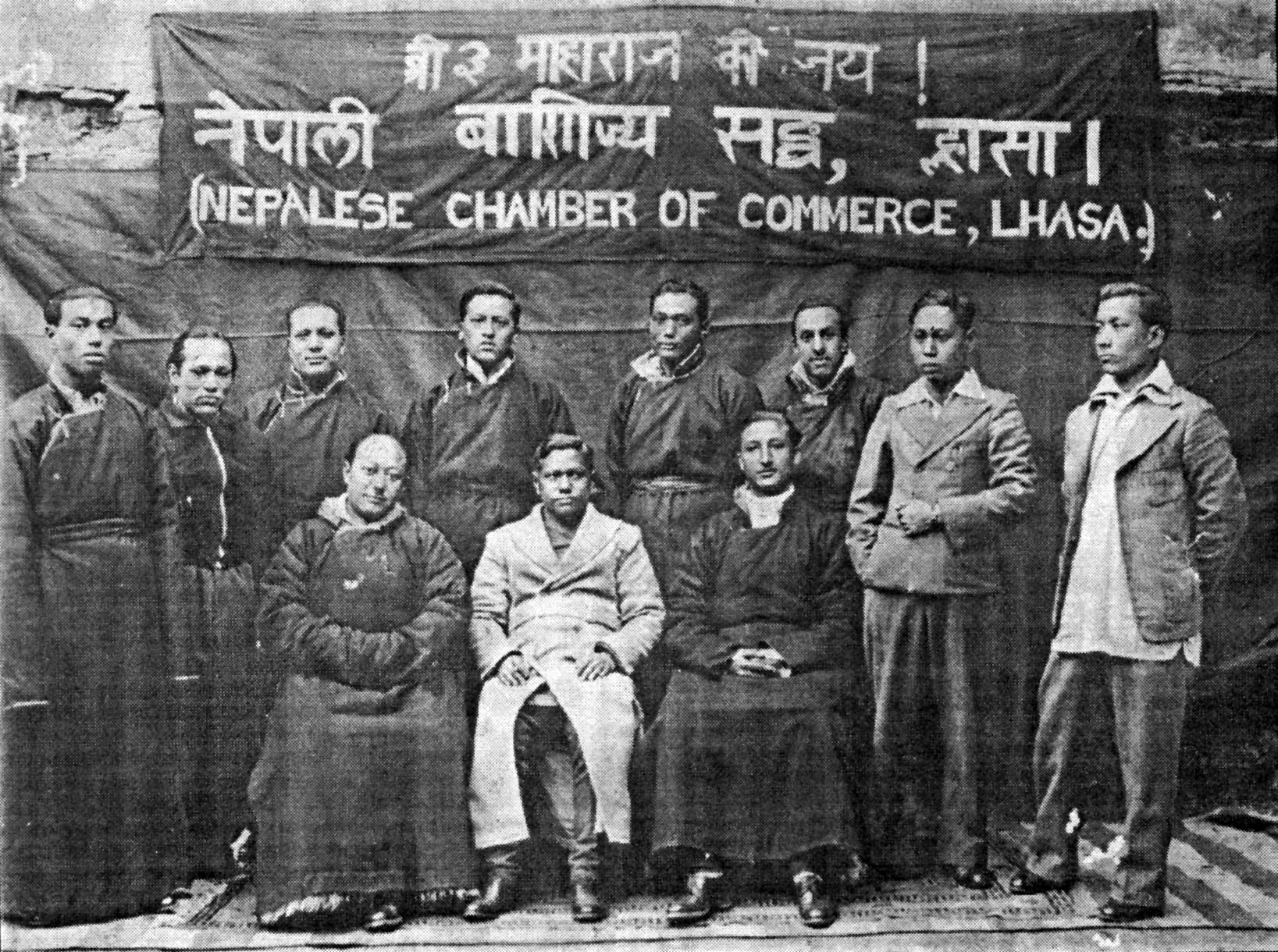
Commerçants Newars à Lhassa (Tibet) dans les années 1940.

Pendant des siècles, les Newars ont fait des échanges entre le nord de l'Inde et le Tibet, en Chine.
Au début de la période Malla (1100-1480), des grandes routes de commerce, contrôlées par les Newars, existaient déjà avec le Tibet (Humla, Mustang, Kyirong, Khasa, Wallanchung (Walanchun Gola?) et dans la direction de l'Inde, vers Dhulikhel, Dolakha, Bhojpur, Ilam, et Darjeeling.
Les Newars furent important pour la construction de temples bouddhistes et leur décorations, en Chine à partir de la dynastie Yuan. Araniko se rend à Lhassa et à Pékin au XIIIe siècle, où il construit différents monuments. Le Monastère de Densatil a été décoré par des artisans newars au XIVe siècle.
Des produits manufacturés localement étaient vendus au Tibet. Le riz est aussi une denrée exportée. Le transport se faisait alors à dos de mules au travers des sentiers de montagne. Depuis le XVIIIe siècle, les Néwars se sont établis tout autour du Népal, implantant des bourgs. Ils y sont connus comme fabricants de bijouteries et pour leurs établissements de magasins. Aujourd'hui ils sont engagés dans les secteurs de l'industrie moderne, des affaires et du secteur des services,.
L'Expédition militaire britannique au Tibet, dirigée par Francis Younghusband fit prendre un avantage à l'Empire britannique, et les Néwar perdent en 1908 leurs positions avantageuses sur le marché de Lhassa.

## Personnalités newar

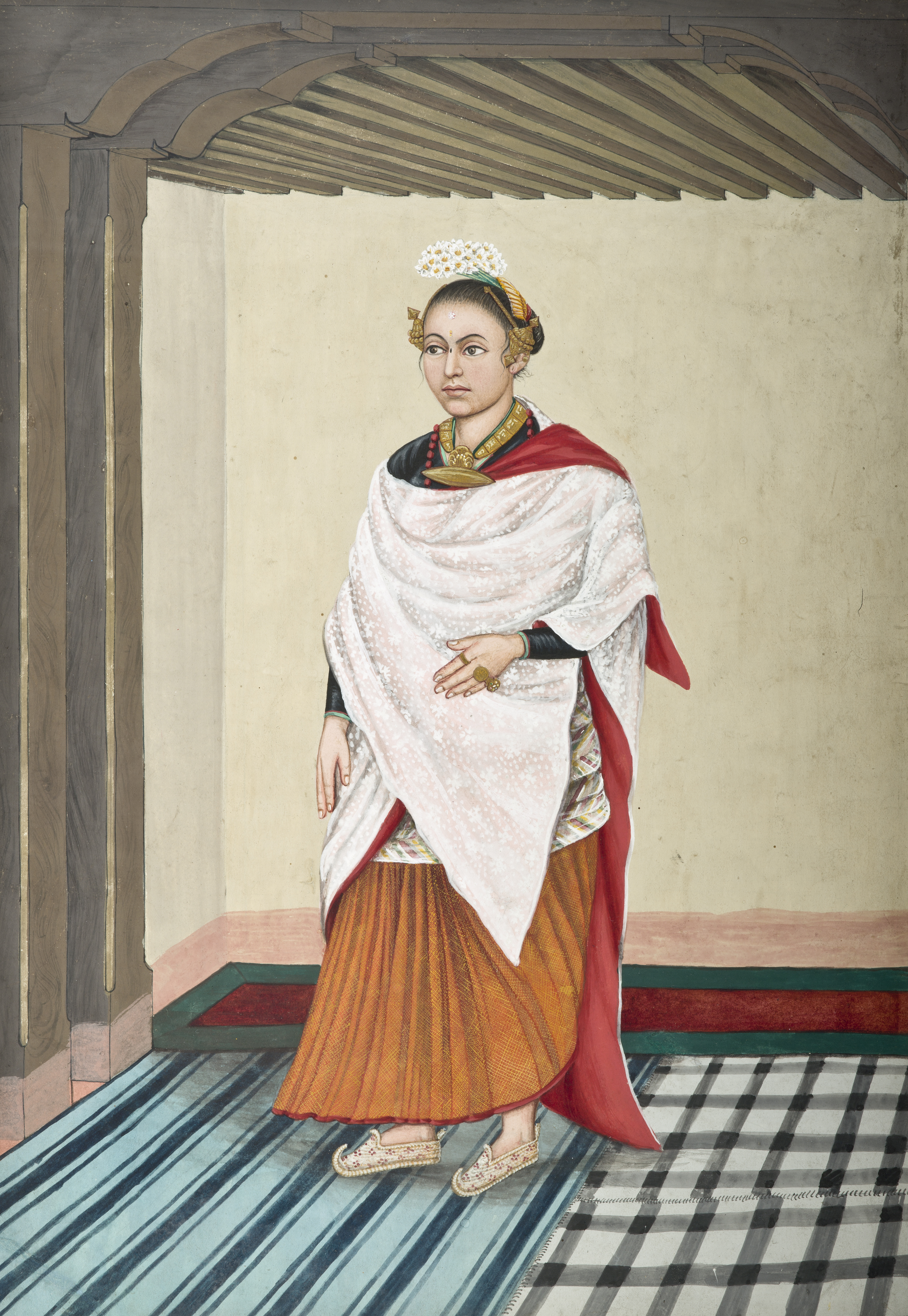
Une Newar au XIX.

La dynastie Malla est une dynastie newar.
Araniko est un polytechnicien newar, ayant vécu sous le règne de Abhaya Malla, de la Dynastie Malla. Il s'est rendu à Pékin, où il conçut la stupa blanc du temple Miaoying, un chorten géant, construit en 1271, sous le règne du khagan mongol Kubilai Khan de la dynastie Yuan. Cet édifice est toujours présent, dans le quartier de district de Xicheng.
Moni Mulepati est une alpiniste népalaise newar, la première femme à se marier au sommet de l'Everest.

#### Commerçants néwaris
- Gérard Toffin et Lucette Boulnois, « Poudre d'or et monnaies d'argent au Tibet (principalement au XVIIIe siècle », Revue française d'histoire d'outre-mer, t. 75, no 279,‎ 2e trimestre 1988, p. 258 (lire en ligne)
- Gisèle Krauskopff et Marie Lecomte-Tilouine, Célébrer le pouvoir. Dasai, une fête royale au Népal, Paris, CNRS : Ed. de la Maison des sciences de l'homme, coll. « Chemins de l'ethnologie », 1996, 366 p. (ISBN 2-271-05321-8, ISSN 1257-9947, BNF 35848811)
  - Compte rendu : Anne Vergati, « Gisèle Krauskopff et Marie Lecomte-Tilouine, dir : Célébrer le pouvoir. Dasai, une fête royale au Népal », Bulletin de l'École française d'Extrême-Orient, t. 85,‎ 1998, p. 470-472 (lire en ligne)
- (en) Todd T. Lewis, « Himalayan frontier Trade: Newar diaspora merchants and buddhism », dans Proceedings of the international Seminar on the Anthropology of Tibet and the Himalaya, Université de Zurich, 1990, 165-178 p. (lire en ligne)

#### Art bouddhique des Néwars
- Anne Vergati, « Le culte et l'iconographie du Buddha Dîpankara dans la vallée de Kathmandou », Arts asiatiques,‎ 1982, p. 22-27 (DOI 10.3406/arasi.1982.1150, lire en ligne)
- Anne Vergati, « Image et rituel : à propos des peintures bouddhiques népalaises », Arts asiatiques, t. 54,‎ 1999, p. 33-43 (DOI 10.3406/arasi.1999.1431, lire en ligne)

### Filmographie
- Un jour à Panaoti, film de Daniel Cavillon, CNRS images, Meudon, 2012, 23 min (en ligne : Un jour à Panaoti | CNRS Images)